# Saillac (Corrèze)
Saillac – miejscowość i gmina we Francji, w regionie Nowa Akwitania, w departamencie Corrèze.
Według danych na rok 1990 gminę zamieszkiwały 163 osoby, a gęstość zaludnienia wynosiła 38 osób/km² (wśród 747 gmin Limousin Saillac plasuje się na 463. miejscu pod względem liczby ludności, natomiast pod względem powierzchni na miejscu 653.).